# Brit ortodox egyház
A kopt ortodox egyház autonóm részegyháza.